# Raymond F. Jones
Raymond Fisher Jones (ur. 15 listopada 1915, zm. 24 stycznia 1994) – amerykański pisarz science-fiction. Jego najbardziej znaną powieścią była This Island Earth, zekranizowana w 1955 roku.

## Kariera
Jones urodził się w Salt Lake City (Utah) w mormońskiej rodzinie.
Jego kariera przypadła głównie na lata 40., 50. i 60 XX wieku. Opowiadania Jonesa ukazywały się głównie w czasopismach, jak Thrilling Wonder Stories, Astounding Stories i Galaxy. Opowiadanie „The Alien Machine”, opublikowane w czerwcu 1949 roku na łamach Thrilling Wonder Stories, przerobił później na powieść This Island Earth, która wraz z opowiadaniami „The Shroud of Secrecy” i „The Greater Conflict” stanowi trylogię „The Peace Engineers Trilogy”; jej głównym bohaterem jest Cal Meacham.
Zmarł w Sandy (Utah) w 1994.

## Twórczość
Powieści i zbiory opowiadań
- The Alien (1951)[2]
- Renaissance (1951)[3]
- The Toymaker (1951)[4]
- Son of the Stars (1952)[5]
- This Island Earth (1952)[6]
- Planet of Light (1953)[7]
- The Secret People (1956)[8]
- The Year When Stardust Fell (1958)[9]
- The Cybernetic Brains (1962)[10]
- The Non-Statistical Man (1964)[11]
- Voyage to the Bottom of the Sea (1965)[12]
- Syn (1969)[13]

Opowiadania
- Test of the Gods, Astounding Science Fiction (September, 1941)
- The Children's Room (1942)
- Starting Point (1942)
- Swimming Lesson (1943)
- Pacer (1943)
- Fifty Million Monkeys (1943)
- Utility (1944) [as by David Anderson]
- Renaissance series (1944)
- Deadly Host (1945)
- Correspondence Course (1945)
- Black Market (1946)
- Forecast (1946)
- The Cat and the King (1946)
- The Toymaker (1946)
- The Seven Jewels of Chamar (1946)
- Pete Can Fix It (1947)
- The Martian Circe (1947)
- The Model Shop (1947)
- The Person from Porlock (1947)
- The Alien Machine, featuring Cal Meacham (1949)
- Production Test (1949)
- The Shroud of Secrecy, featuring Cal Meacham (1949)
- Outpost Infinity (1950)
- The Greater Conflict, featuring Cal Meacham (1950)
- Regulations Provide (1950)
- Encroachment (1950)
- Portrait of Narcissus (1950)
- Sunday is Three Thousand Years Away (1950)
- The Cybernetic Brains (1950)
- Discontinuity (1950)
- Tools of the Trade (1950)
- A Stone and a Spear (1950)
- Divide We Fall (1950)
- I Tell You Three Times (1951)
- „... As Others See Us” (1951)
- Alarm Reaction (1951)
- The Wrong Side of Paradise (1951)
- Seed (1951)
- The Farthest Horizon (1952)
- Collision (1952)
- Doomsday's Color-Press (1952)
- Noise Level (1952)
- Canterbury April (1952)
- The Moon Is Death (1953)
- Intermission Time (1953)
- Trade Secret (1953)
- The Colonists (1954)
- The Unlearned (1954)
- The School (1954)
- The Gift of the Gods (1955)
- Cubs of the Wolf (1955)
- Human Error (1956)
- Academy for Pioneers (1956)
- The Deviates (1956)
- The Non-Statistical Man (1956)
- The Thinking Machine (1956)
- A Matter of Culture (1956)
- The Gardener (1957)
- The Star Dream (1957)
- The Strad Effect (1958)
- The Memory of Mars (1961)
- The Great Gray Plague (1962)
- Stay Off the Moon! (1962)
- Rider in the Sky (1964)
- Rat Race (1966)
- Subway to the Stars (1968)
- The Laughing Lion (1973)
- Pet (1973)
- The Lights of Mars (1973)
- A Bowl of Biskies Makes a Growing Boy (1973)
- The Lions of Rome (1973)
- Time Brother (1973)
- Reflection of a Star (1974)
- Flauna (1974)
- The Touch of Your Hand (1974)
- Death Eternal (1978)